# Národní galerie Alžírska
Národní galerie Alžírska (v arabštině تحف الوطني للفنون الجميلة; ve francouzštině Musée public national des beaux-arts d'Alger) je veřejné výtvarné muzeum v Alžíru, hlavním městě Alžírska. Ve sbírce má asi 8000 uměleckých děl, a tak jde o největší umělecké muzeum v Maghrebu a na africkém kontinentu.
Budova, kterou navrhl architekt Paul Guion, byla postavena v roce 1927 a navazuje na botanickou zahradu ve čtvrti Hamma. V blízkosti je několik dalších významných míst, například vila Abd El Tif, osmanský palác ze sedmnáctého století a jeskyně Cervantes. Budova galerie je čtyřpodlažní ve stylu art deco s výhledem na zahrady. Národní galerie navazuje na Uměleckou společnost, kterou zde v roce 1875 založil Hippolyte Lazerges, a na městské muzeum Alžíru, které bylo otevřeno v roce 1908.
Historická sbírka představuje dějiny evropského umění od konce 14. století se zvláštním důrazem na malbu 19. století. Je zde také sbírka orientalizujícího umění z 18. století a další díla inspirovaná Alžírskem z druhé poloviny 19. století. Dále je zde sbírka Alžírské školy, která představuje tvorbu umělců původem z Alžírska, a sbírka nazvaná Umění a revoluce, která představuje díla zahraničních umělců darovaná alžírskému státu u příležitosti vyhlášení jeho nezávislosti.
Kromě obrazů, kreseb, rytin a starožitných tisků je věnován značný prostor sochařství. Je zde také sbírka starožitného nábytku a dekorativního umění, keramiky, uměleckého skla a numismatická sbírka.

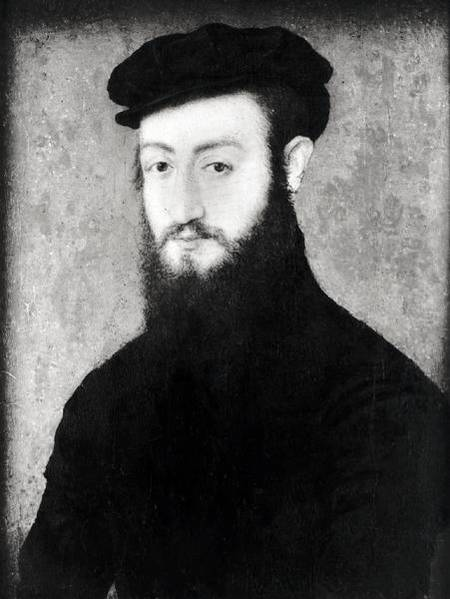
Corneille de Lyon: Portrét muže
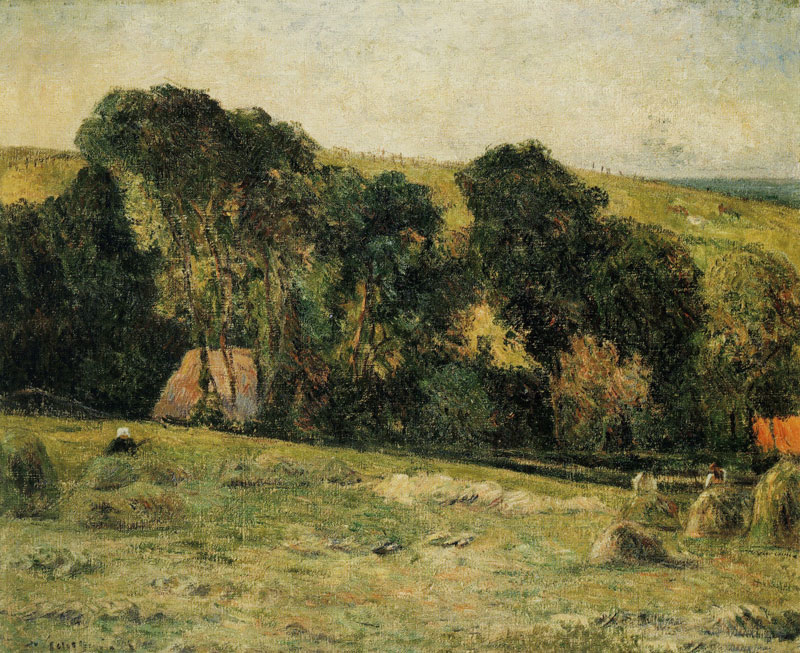
Paul Gauguin: Senoseč u Dieppe, 1885
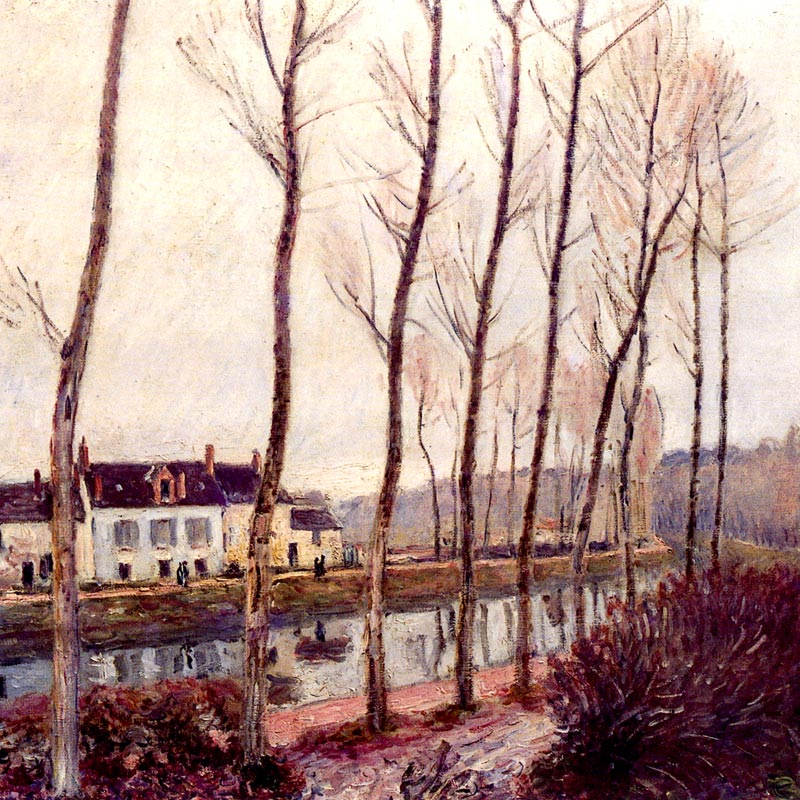
Alfred Sisley: Canal du Loing v zimě, 1891
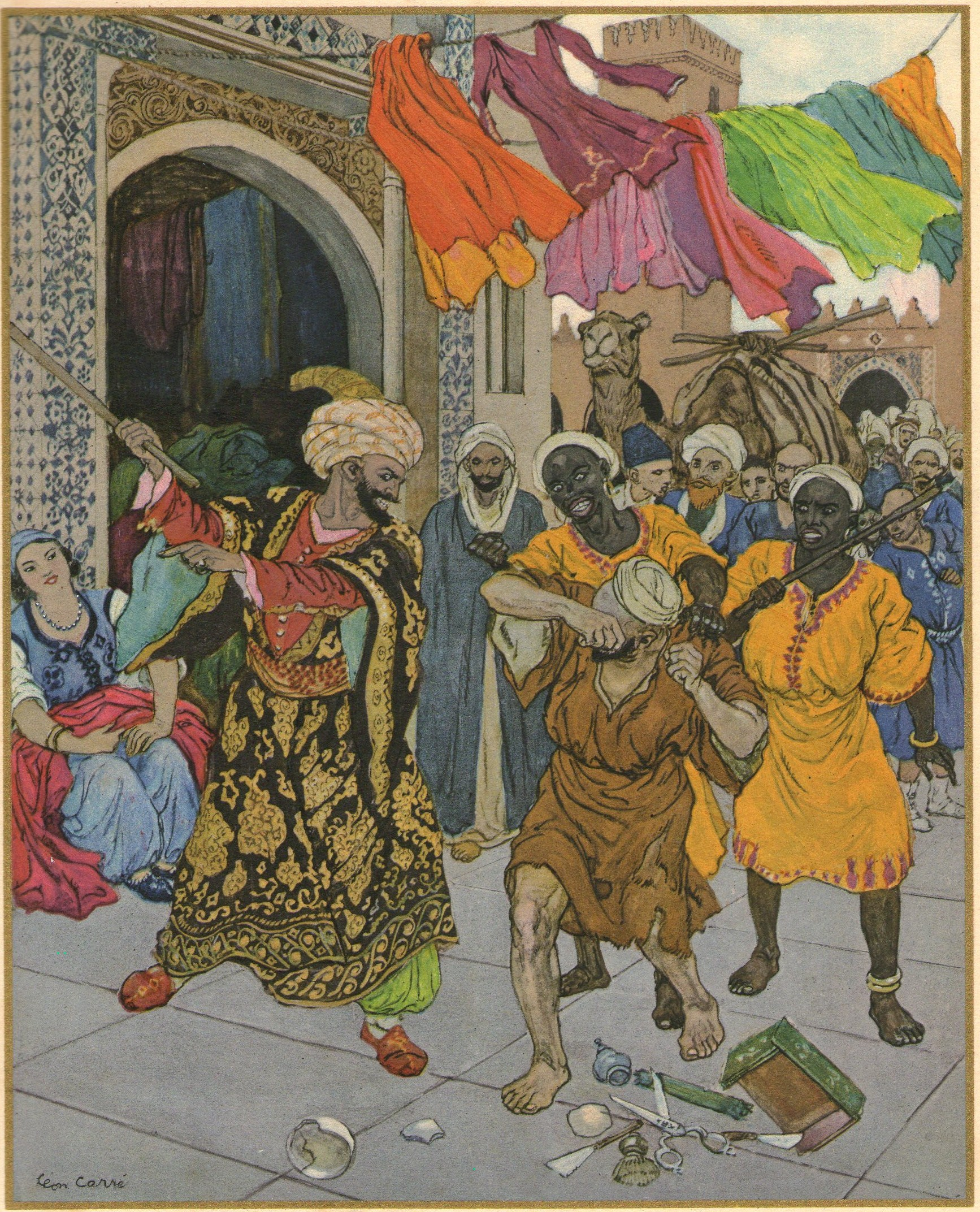
Léon Carré: Ilustrace k Pohádkám tisíce a jedné noci
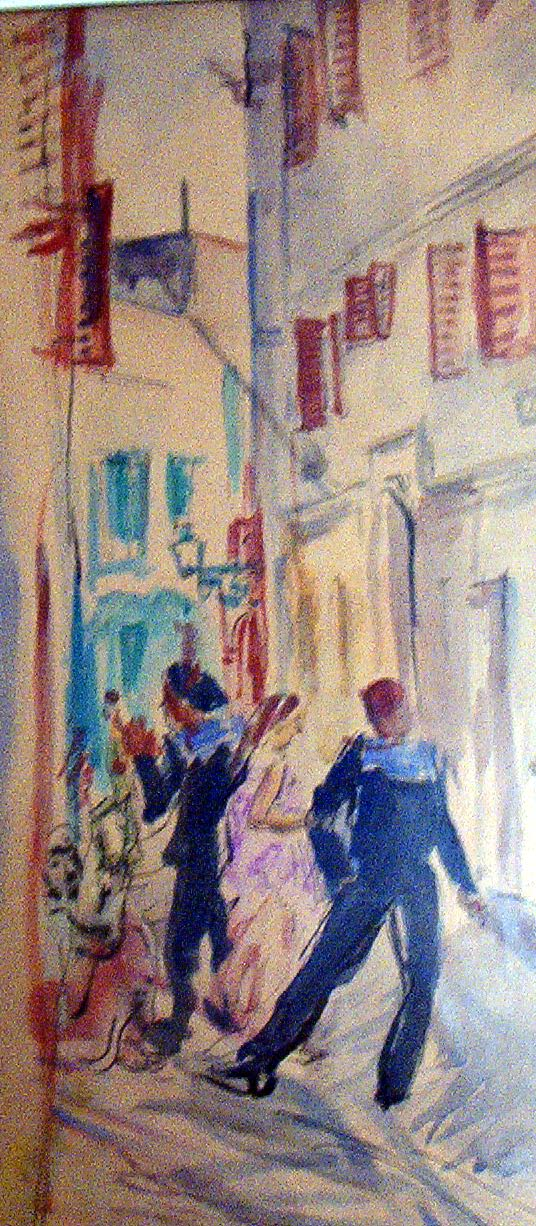
Jean Launois: Na ulici
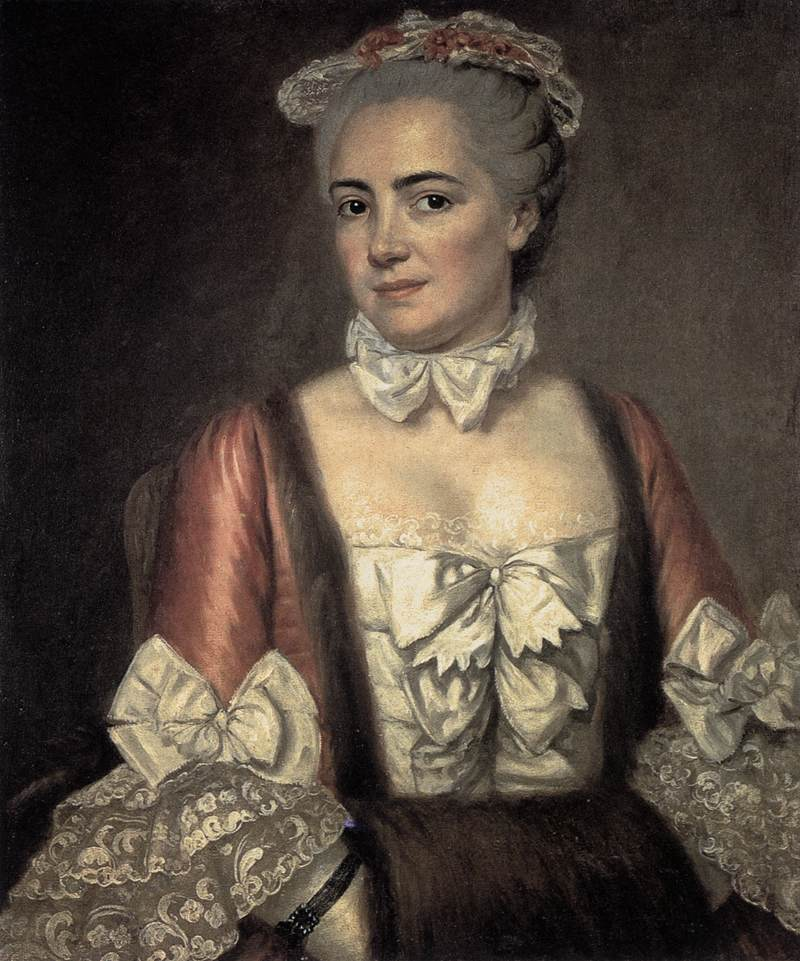
Jacques-Louis David: Portrét Marie-Françoise Buronové
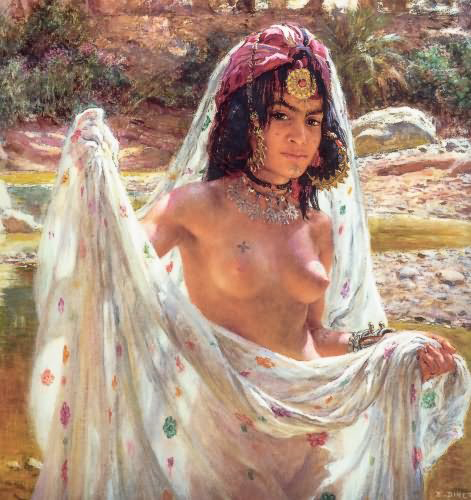
Étienne Dinet: Raoucha, 1901
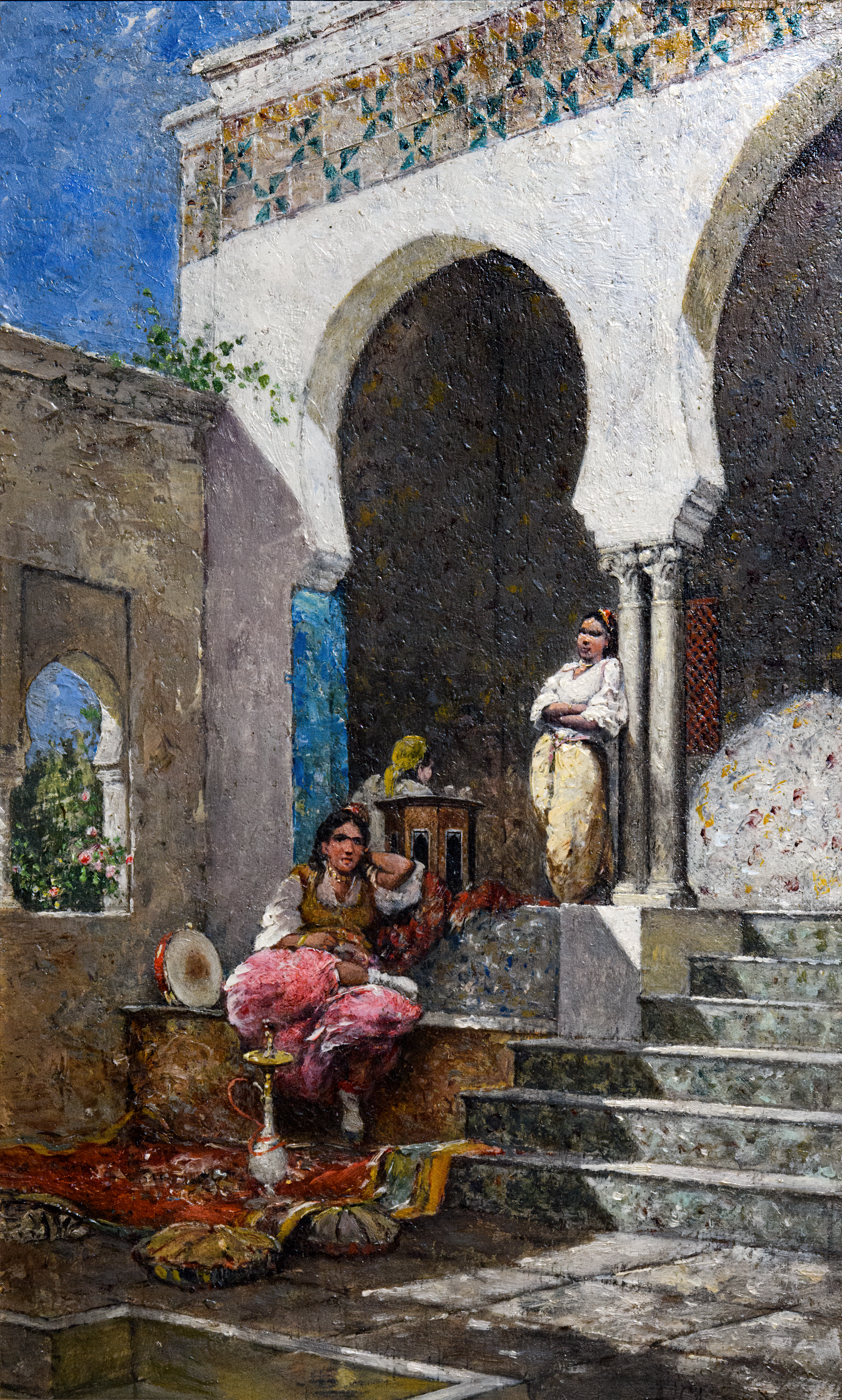
Alfred Chataud: Krásky v harému
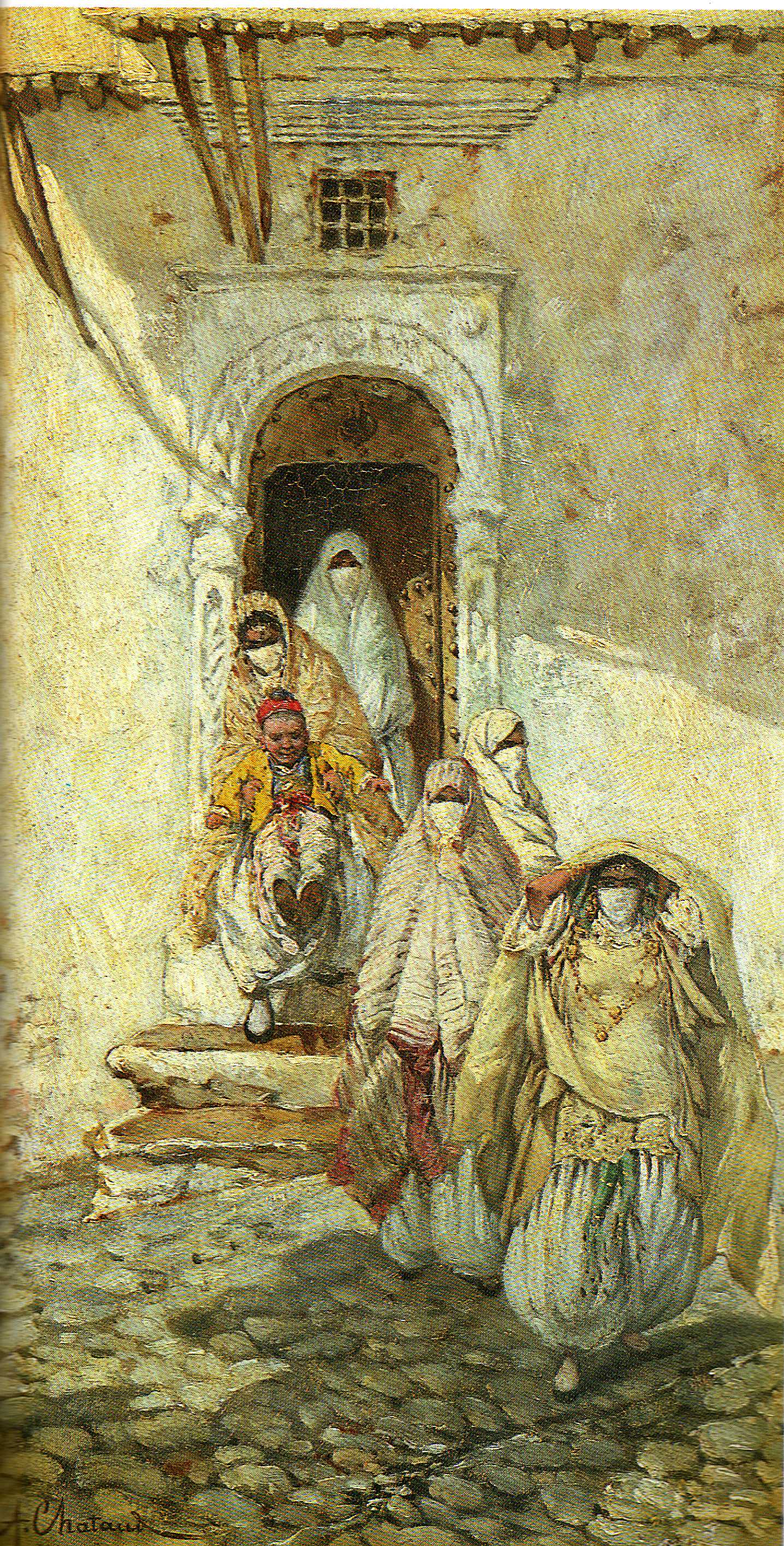
Alfred Chataud: Po obřízce
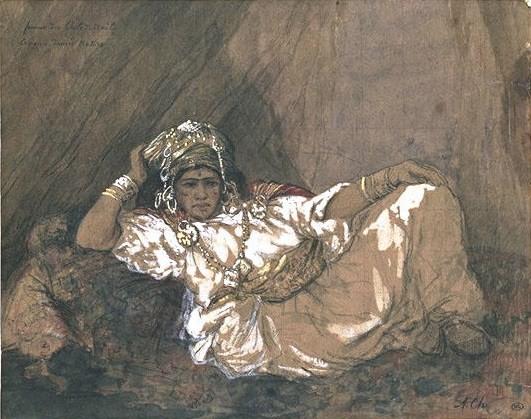
Alfred Chataud: Slavnostně oděná žena
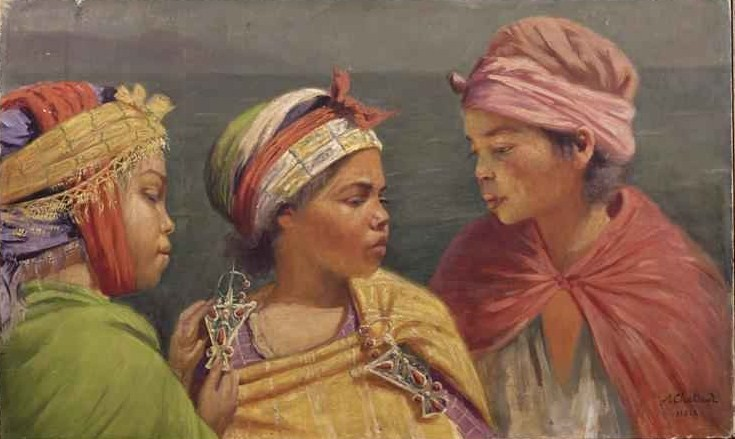
Alfred Chataud: Dívky z Alžíru
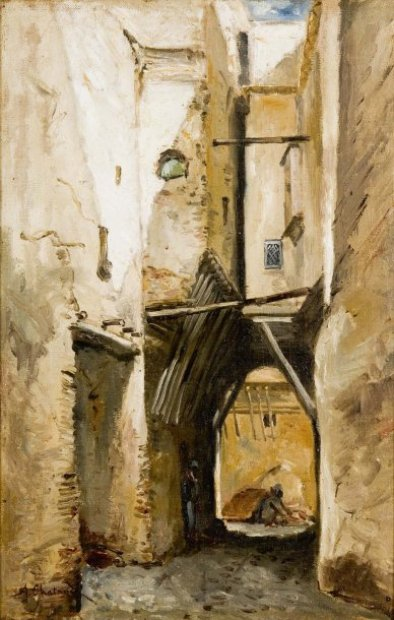
Alfred Chataud: Průchod
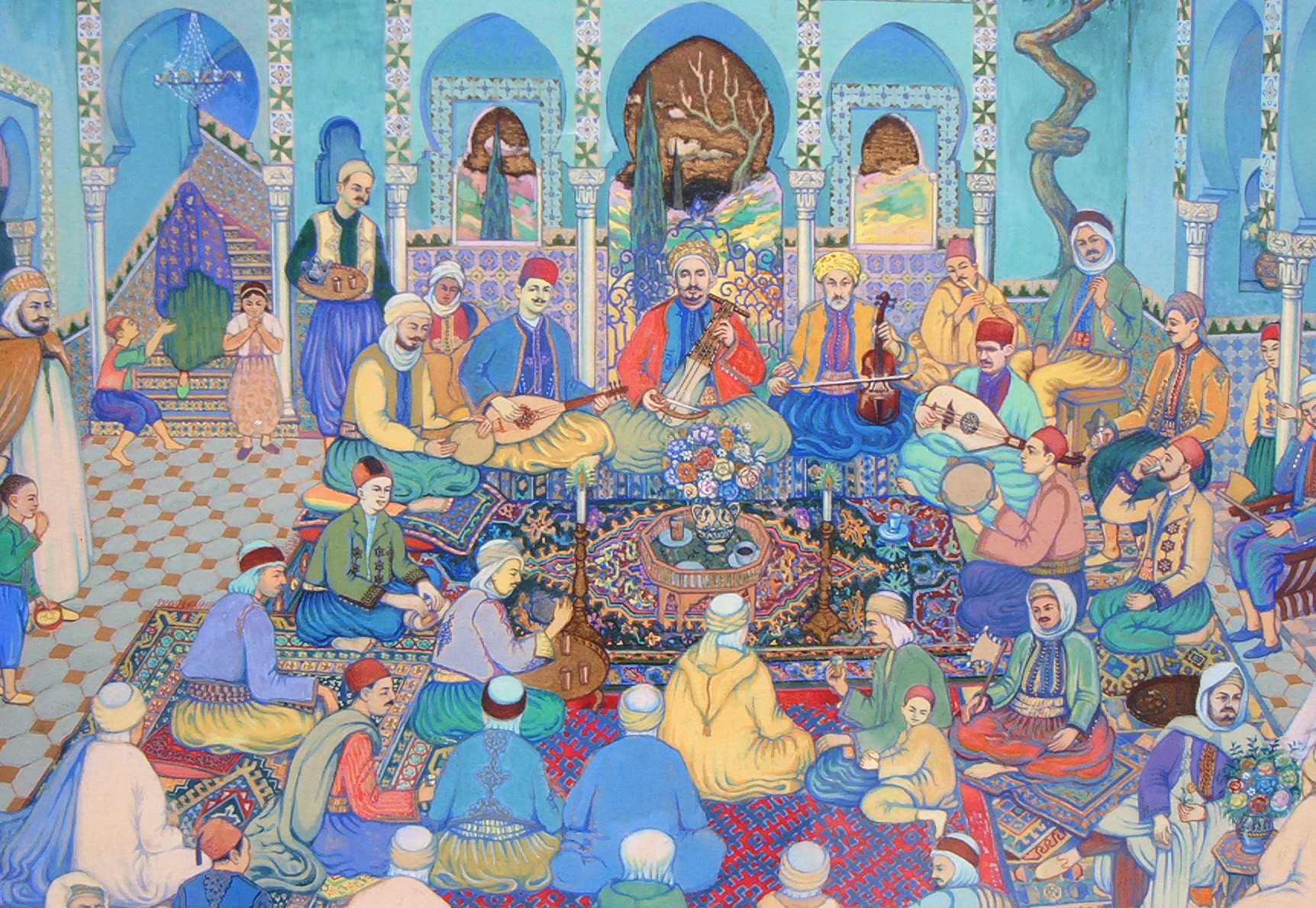
Bachir Yellès: Svátek v Tlemcenu, detail miniatury
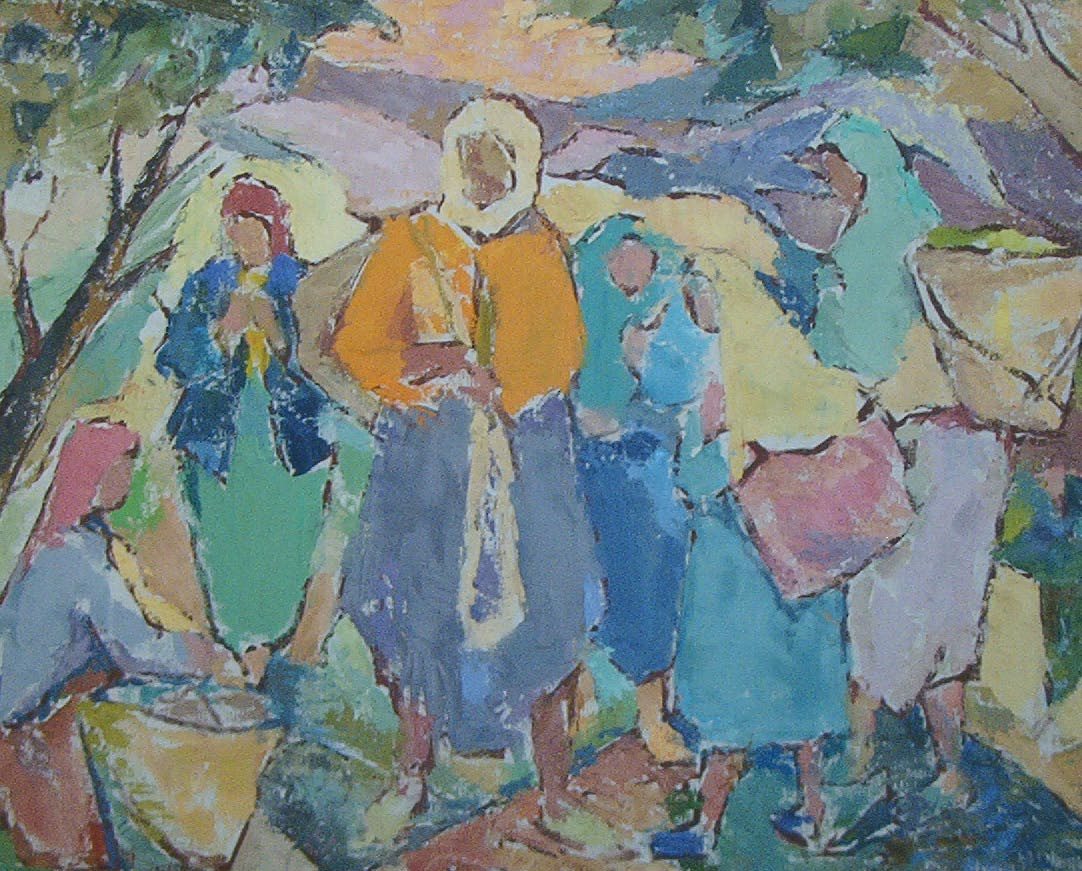
Bachir Yellès: Setkání - venkovská scéna v Kabylsku (2005)
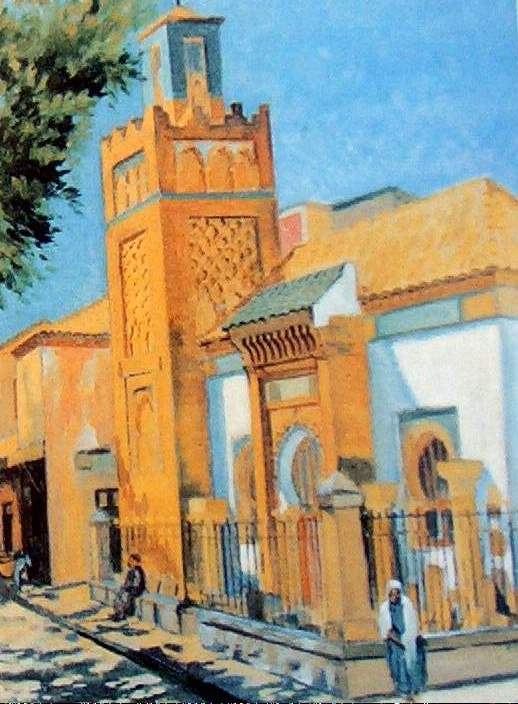
Bachir Yellès: Mešita v Sidi Bellahsenu
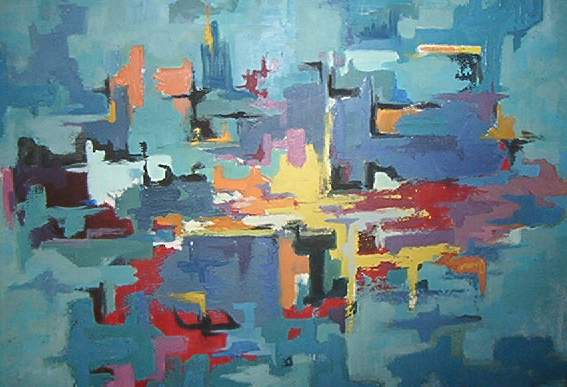
Bachir Yellès: Fulgurance
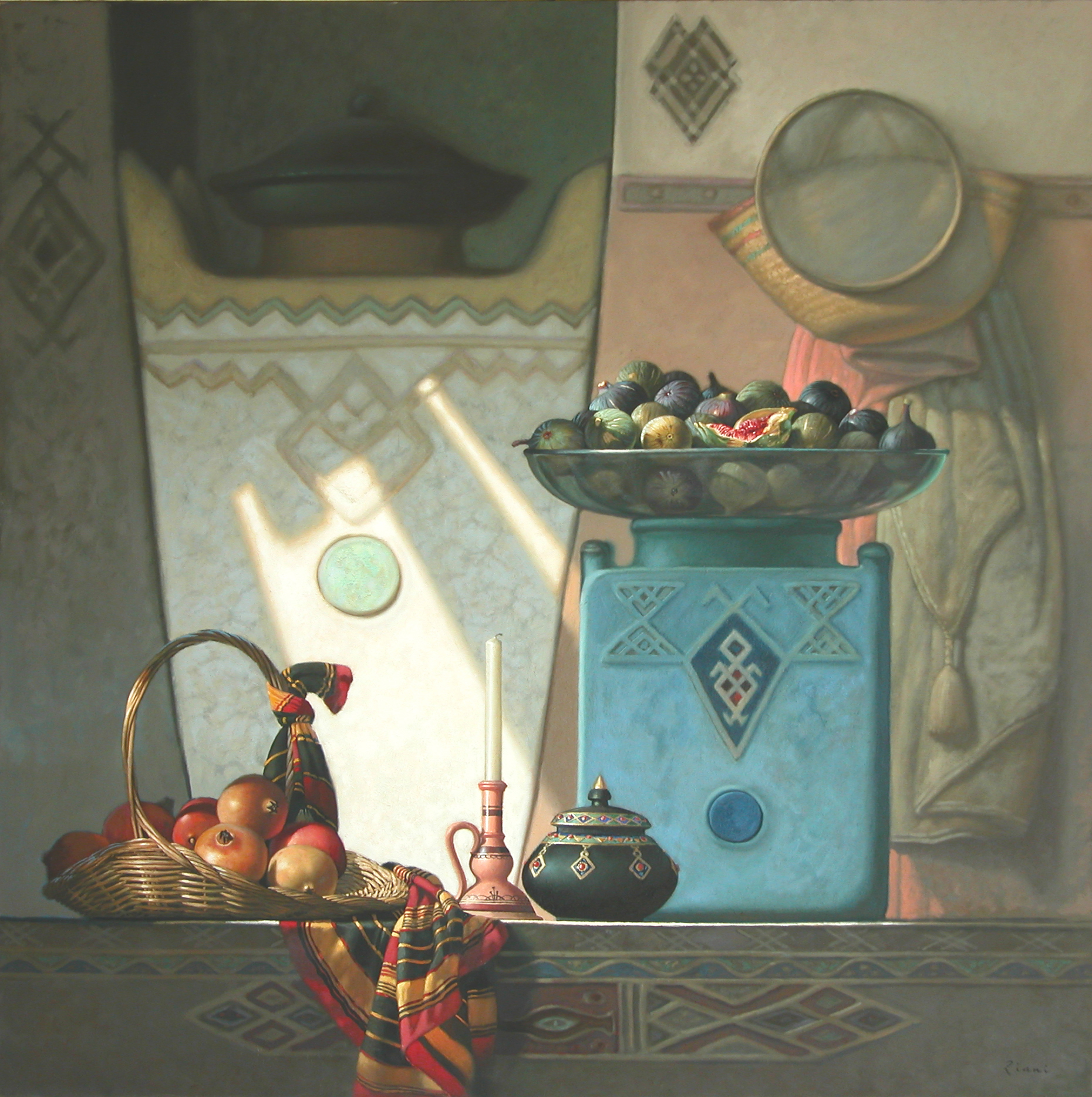
Hocine Ziani: Modrá nádržka
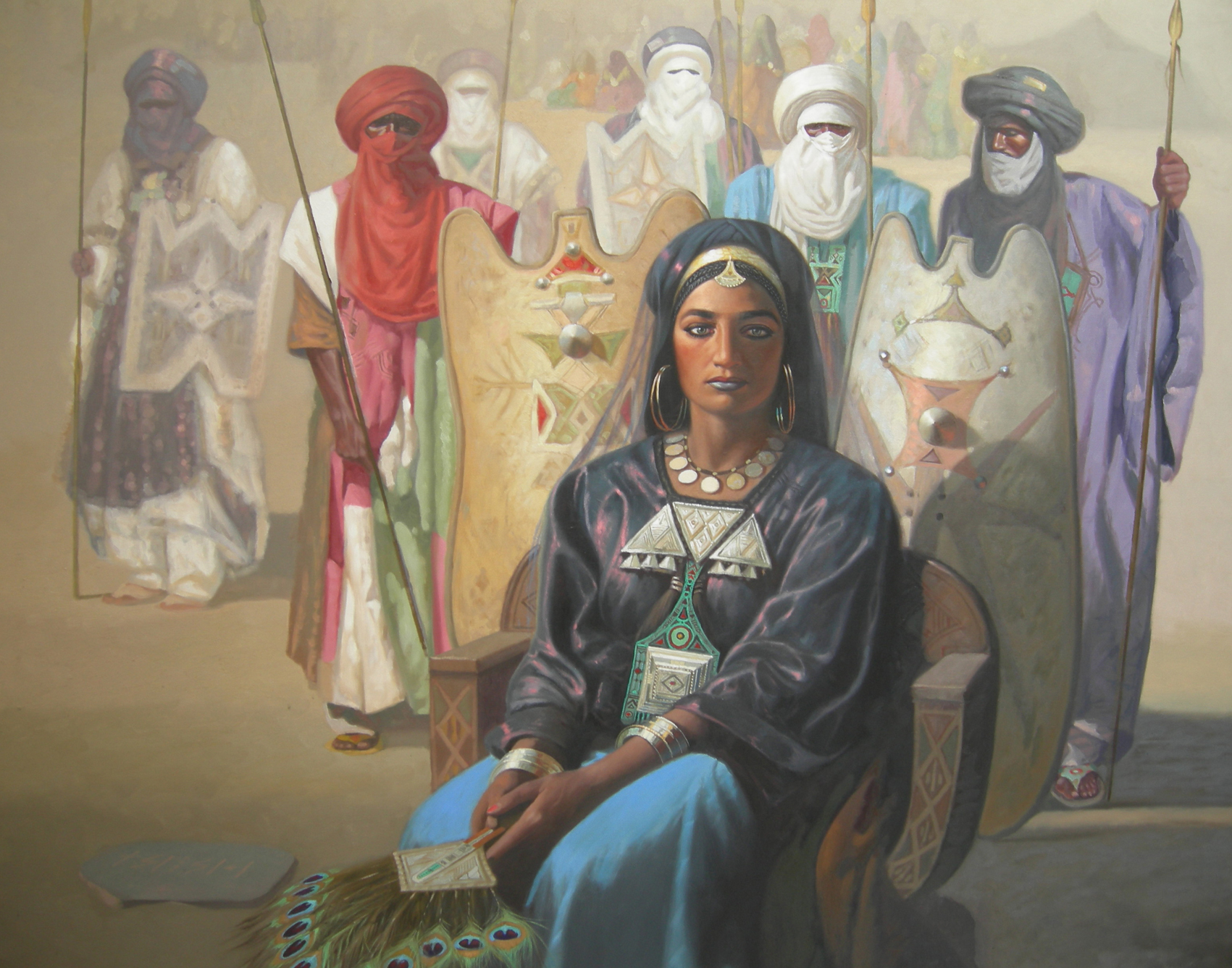
Hocine Ziani: Královna Tin Hinan